# Lejanów
Lejanów – historyczne osiedle w dzisiejszej dzielnicy Białołęka w Warszawie, między Płudami, Dąbrówką Grzybowską i Marcelinem, w rejonie ulicy Zyndrama z Maszkowic. Zaznaczane na międzywojennej Mapie szczegółowej Polski 1:25 000 WIG i jej wydaniu powojennym. Zwykle zaliczane do Marcelina.